# 威廉·斯泰尔
威廉·斯泰尔 （英語：Wilhelm Delp Styer，1893年7月22日—1975年2月26日）是第二次世界大战期间的美国陆军中将。他1916年从西点军校毕业，后加入美國陸軍工兵部隊，参与过潘乔·比利亚远征和西方戰線的战斗。他还担任了纽约工程区的执行官和区工程师助理，以及军事政策委员会中的陆军方代表。